# Longniddry
Longniddry ist eine Ortschaft in der schottischen Council Area East Lothian beziehungsweise in der traditionellen Grafschaft Haddingtonshire. Sie liegt rund acht Kilometer nordwestlich von Haddington und 17 Kilometer östlich des Zentrums von Edinburgh am Südufer des Firth of Forth.

## Geschichte
Mit Redhouse Castle entstand im späten 16. Jahrhundert ein Tower House des Clan Douglas rund zwei Kilometer östlich von Longniddry. In Longniddry selbst erbauten die Douglas-Lairds im 17. Jahrhundert das zwischenzeitlich abgebrochene Longniddry House. Francis Charteris, 7. Earl of Wemyss gab im Jahre 1790 das westlich gelegene Herrenhaus Gosford House in Auftrag. Das von Robert Adam entworfene Gebäude wurde erst im frühen 19. Jahrhundert fertiggestellt.
Ab dem 16. Jahrhundert wurde in Longniddry, wie in zahlreichen Ortschaften in der Region, Kohle abgebaut. Des Weiteren wurde Weberei betrieben. Bis zum Beginn des 20. Jahrhunderts war Longniddry jedoch nur eine kleine Siedlung. Erst mit der Errichtung von 20 Cottages der Scottish Veterans’ Garden Cities Association im Jahre 1916 setzte die Entwicklung der Ortschaft ein. 1929 wurde entlang der Firth-of-Forth-Küste ein Golfplatz eingerichtet, der bis heute Bestand hat.
Nach 1961 stieg die Einwohnerzahl Longniddrys zunächst stark an. Nach einem Höchstwert von 2933 im Jahre 1991 ist sie rückläufig. So wurden im Rahmen der Zensuserhebung 2011 nur noch 2488 Einwohner gezählt.

## Verkehr
Longniddry ist an der A198 gelegen, die zwischen Tranent und East Linton die Küstenorte anbindet. Drei Kilometer südlich verläuft die A1 (London–Edinburgh). Bereits im 19. Jahrhundert schloss die North British Railway Prestonpans mit einem eigenen Bahnhof an das Schienennetz an. Dieser liegt an der heutigen East Coast Main Line, wird jedoch nur von Regionalzügen auf einer Stichbahn nach North Berwick bedient.